# Yanin Wisitwarapron
Yanin Wisitwarapron (thailändisch ญาณิน วิศิษฐวราภรณ์; * 24. März 2000) ist eine thailändische Tennisspielerin.

## Karriere
Wisitwarapron begann mit sechs Jahren das Tennisspielen und bevorzugt Hartplätze. Sie spielt bislang vorrangig auf der ITF Women’s World Tennis Tour, wo sie bislang aber noch keinen Titel gewinnen konnte.
2017 erhielt sie eine Wildcard für das Hauptfeld im Dameneinzel der Hua Hin Championships 2017, einem Turnier der WTA Challenger Series. Sie verlor dort aber bereits in der ersten Runde gegen Viktorija Golubic mit 0:6 und 0:6.
2019 erhielt sie eine Wildcard für die Qualifikation zu den Toyota Thailand Open, ihrem ersten Turnier der WTA Tour, wo sie aber ebenfalls bereits in der ersten Runde gegen Han Xinyun mit 1:6 und 1:6 verlor.
2020 erhielt sie abermals eine Wildcard für die Qualifikation zu den GSB Thailand Open, wo sie ebenfalls bereits in der ersten Runde gegen Leonie Küng mit 0:6 und 1:6 verlor.